# 伊奧尼韋姆河

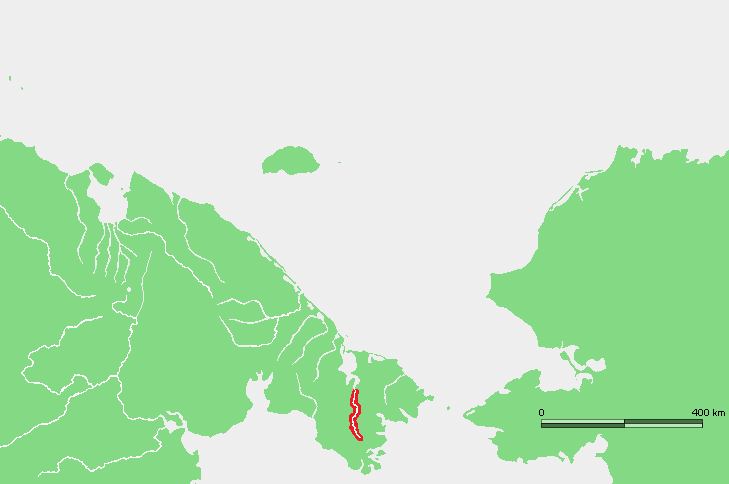

伊奧尼韋姆河是俄羅斯的河流，由楚科奇自治區負責管轄，河道全長185公里，流域面積4,890平方公里，河水主要來自融雪、雨水和地下水，最終注入楚科奇海的楚科奇海。
66°15′00″N 173°57′58″E / 66.250°N 173.966°E